# CNK인터내셔널
CNK인터내셔널은 현재 상장폐지가 된 코스닥 상장기업이다. 상장회사명으로는 씨엔케이인터로 표기한다. 카메룬 소재 C&K mining 의 지분을 인수하여 금, 다이아몬드, 사파이어 등의 자원을 개발하던 회사이다.
상장폐지가 검토되기 시작한 시점에서는 그 사유가 카메룬 다이아몬드 개발 허위공시에 의한 주가조작, 그리고 대표의 횡령 및 배임이었으나, 석연치 않은 이유로 이러한 혐의에 무죄가 선고되었다. 그럼에도 ‘영업적자 지속’ ‘사업 지속성 불확실’ ‘재무구조 취약’ ‘재무건전성 개선계획 미이행’ ‘경영안정성 취약’을 이유로 상장폐지는 확정되었다.
이 회사는 2010년 12월 17일 카메룬 다이아몬드 광산 개발권 취득 관련 사항을 공시하면서 자원 개발 테마주로서 급등했다. 그것도 외교부를 통한 공시였기 때문에 많은 투자자들을 속일 수 있었다. 주가조작의 주모자 오덕균 회장은 고점에서 주식을 팔아 900억원대의 부당이득을 챙긴 후 카메룬으로 도주, 잠적하여 2012년 1월 증권선물위원회로부터 고발당했다. 2년간 입국하지 않고 버티다가 2014년 3월 귀국하여 검찰의 조사를 받았다.
현재도 회사 측에서는 금과 다이아몬드 광산 개발을 주 사업으로 영위할 것이라고 주장하고 있다.

## 같이 보기
- 테마주
- 주가조작
- 잡주